# Ismael
  Ismael    (Canaan - Aràbia, 1590 aC) és un personatge citat a la Bíblia i l'Alcorà com el fill primogènit d'Abraham, que tingué amb l'esclava Agar. En el Gènesi, però, no se'l considera el seu hereu, que fou Isaac, el «fill promès per Déu». En l'Alcorà, en canvi, sí que se'l considera l'hereu del patriarca.

## Segons l'Antic testament
Segons l'Antic testament cristià (o el Tanakh jueu), Abraham i Sara eren ja vells i no tenien fills, tot i que Déu els havia promès que serien els pares d'un nombrós poble.

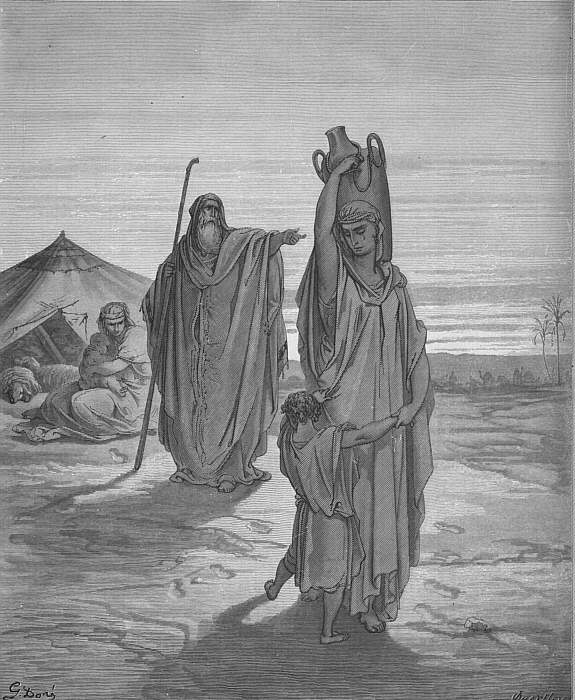
Expulsió d'Ismael i la seva mare, Gustave Doré (1866).

Un bon dia Sara va convèncer el seu espòs que s'allités amb la seva esclava Agar perquè li donés un fill. Agar va quedar embarassada però l'enveja de Sara feu témer l'esclava per la vida del seu futur fill. Un dia Agar fugí però mentre descansava al Pou de Lahai-Roí se li aparegué un àngel que li demanà que retornés a casa i li prometé que del seu fill en naixeria una descendència tan nombrosa que seria incomptable.
Agar va tornar, va demanar perdó i s'instal·là novament. Al cap de poc naixia el primogènit d'Abraham, a qui anomenaren Ismael. El nen fou circumcidat a l'edat de tretze anys. Un any més tard, l'esposa d'Abraham, Sara, quedà en estat i tingué un fill, Isaac.
La relació de Sara i Agar es feu insostenible i Abraham demanà a l'esclava que se n'anés i s'endugués el seu fill Ismael, per protegir-lo de Sara. Així doncs, Agar i el petit Ismael s'endinsaren al desert amb una mica de pa i una bota d'aigua. Quan ja havien perdut tota esperança de sobreviure, se'ls aparegué un àngel i els va socórrer.
Es van instal·lar al país de Paran on Ismael es feu conegut per la seva força i destresa amb les armes.

### Fills
Tingué un total de tretze fills, tots barons excepte una filla. Es casà amb una egípcia i tingué els següents fills:
- Nabaiot, el primogènit
- Quedar
- Adbeel
- Mabsam. Segons el Gènesi, capítol vint-i-cinquè, fou el quart fill d'Ismael.[1] El Llibre de Jasher citava el nom dels seus tres fills; Obadies, Ebedmelec i Geüx. Mabsam esdevingué el patriarca d'una gran tribu àrab de l'antiguitat.
- Mahalat (o Bashemath), qui fou esposa del seu cosí Esaú
- Mixmà. Segons el llibre del Gènesi capítol vint-i-cinquè, va ser un dels dotze fills d'Ismael. El Primer llibre de les Cròniques citava el nom dels seus tres fills: Xamua, Zacarió i Obed.[2][1]
- Dumà
- Masà. Segons el Gènesi capítol vint-i-cinquè, fou el tercer fill d'Ismael amb la seva segona esposa Malchuth. El Llibre de Jasher citava el nom dels seus tres fills; Meló, Mulà i Ebidadó.[1]
- Hadad
- Temà. Segons el Gènesi capítol vint-i-cinquè, fou un dels fills d'Ismael. El Llibre de Jasher citava el nom dels seus tres fills; Saïr, Sadó i Jacol.[1]
- Jetur
- Nafix,[3] El Llibre de Jasher citava el nom dels seus tres fills; Ebed-Tamed, Abijasaf i Mir
- Quedmà. Segons el Gènesi capítol vint-i-cinquè, fou l'últim fill d'Ismael. El Llibre de Jasher citava el nom dels seus quatre fills: Quedmà, Calip, Tahti i Omir.[1]

Cadascun dels dotze fills fou el fundador de la seva tribu nòmada.
Un temps després, el seu germà Isaac el feu avisar i Ismael viatjà fins a la casa del seu pare Abraham on ambdós germans van enterrar-lo.

## Segons l'islam
Tant musulmans com cristians, jueus i bahà'ís consideren Ismaïl (Ismael) l'avantpassat dels ismaelites (o sigui els àrabs) els quals diuen ser els autèntics hereus d'Ibrahim (Abraham) per descendir del primogènit. Segons l'Alcorà, Ibrahim i el seu fill Ismaïl construïren la Kaba (el lloc més sagrat de l'islam) en un indret on Adam ja havia construït un altar en honor de Déu. Hi ha diverses versions de la construcció de la Kaba, però en totes Abraham construeix o neteja la Kaba i, immediatament després, o en un moment desconegut, Déu va cridar Abraham per establir el pelegrinatge. Les narracions difereixen en quan es van produir aquests fets, si i com hi va haver una implicació sobrenatural, la inclusió o omissió de la Pedra Negra i si Ismael va ajudar el seu pare. Dels que diuen que Ismael va participar en la construcció, la majoria descriuen que Abraham va visitar Ismael per tercera vegada a la Meca, durant el qual van aixecar la Kaba. Alguns diuen que Ismael va buscar una última pedra, però Abraham no va acceptar la que va portar i un àngel va portar la Pedra Negra, que Abraham va posar al seu lloc. Ismael va romandre a la Kaba encarregat de la seva cura i d'ensenyar als altres el Hajj. L'inici del Hajj té moltes versions, i alguns estudiosos creuen que això reflecteix la tardana associació d'Abraham amb el Hajj després que l'Islam es desenvolupés per ajudar a eliminar la seva connexió amb els primers rituals pagans.
Muhàmmad ibn Ishaq va realitzar la primera genealogia del profeta Muhàmmad, que comença tal com segueix:
| « | Aquest llibre explica la vida de l'apòstol de Déu: Mahoma era fill d'Abd-Al·lah, fill d'Abd-al-Mútalib, fill de Hàixim, fill d'Abd-Manaf, fill de Qussayy, fill de Kilab, fill de Hàkim, fill de Kaab, fill de Luayy, fill de Ghàlib, fill de Fihr, fill de Màlik, fill de Qays, fill de Kinana, fill de Khuzaymà, fill de Mudrikà, fill d'Ilyas, fill de Mudhar, fill de Nizar, fill de Maad, fill d'Adnan, fill d'Udd, fill de Muqàwwam, fill de Nakhur, fill de Tàhir, fill de Yarub, fill de Yaixyub, fill de Nabit, fill d'Ismaïl, fill d'Ibrahim, l'Amic de Déu, fill de Tarikh, fill de Nakhur, fill de Sarukh, fill de Rau, fill de Fàlih, fill d'Hud, fill de Sàlih, fill d'Arfakhxad, fill de Xam, fill de Nuh, fill de Làmekh, fill de Matuixalakh, fill d'Akhanukh, - qui, com es creu, és el profeta Idris, el primer profeta i el primer que va escriure amb canya, - fill d'Aded, fill de Mahlaleel, fill de Qaynan, fill d'Anouix, fill de Xays, fill d'Adam, amb qui Déu tingué gratitud! | » |

## Altres
- Sant Ismael (màrtir)